# Wilson Lisboa
Wilson Ferreira Lisboa (Manaus,  26 de agosto de  1950) é um político brasileiro.
Foi eleito prefeito do município amazonense de Fonte Boa em 2000, pelo Partido Progressista Brasileiro (PPB). Em 2004, já filiado ao Partido Popular Socialista (PPS) tentou a reeleição, mas foi derrotado nas urnas.
Em 2006 disputou pelo Partido da Mobilização Nacional (PMN) a vaga de deputado estadual do Amazonas e foi eleito. Em 2010, pelo Partido Comunista do Brasil (PCdoB), foi reeleito. Em 2017, foi condenado por improbidade administrativa.